# Melychiopharis cynips
Melychiopharis cynips là một loài nhện trong họ Araneidae.
Loài này thuộc chi Melychiopharis. Melychiopharis cynips được Eugène Simon miêu tả năm 1895.